# 普雷里森特 (內布拉斯加州)
普雷里森特（英語：Prairie Center）是位於美國內布拉斯加州水牛縣的非建制地區。

## 歷史
普雷里森特的郵局於1874年設立，其後於1902年停運。

## 地理
普雷里森特所處的海拔為高於海平面696米（即2284英呎），而該地所採用的時區為UTC-6，即北美中部时区（CST）。同時該地設有夏令時間，為UTC-6調快一小時，即UTC-5（CDT）。